# Gedeon Ladányi
Gedeon Reszö Tenes Ladányi (* 5. Januar 1914 in Budapest; † 28. August 1990 ebenda) war ein ungarischer Eisschnellläufer.
Ladányi wurde in den Jahren 1938 bis 1942 fünfmal in Folge ungarischer Meister im Mehrkampf und kam bei der Mehrkampf-Weltmeisterschaft 1936 in Davos auf den 21. Platz sowie bei der Mehrkampf-Weltmeisterschaft 1938 in Davos auf den 13. Rang im Großen Vierkampf. Bei seiner einzigen Teilnahme an Olympischen Winterspielen im Jahr 1948 in St. Moritz belegte er den 39. Platz über 1500 m und den 35. Rang über 5000 m. Bei der Mehrkampfeuropameisterschaft 1949 in Davos lief er auf den 16. Platz im Großen Vierkampf.
Seine Ehefrau Éva Lindner nahm bei den Olympischen Winterspielen 1948 im Eiskunstlauf teil.

## Persönliche Bestleistungen
| Disziplin | Zeit        | Datum            | Ort        |
| --------- | ----------- | ---------------- | ---------- |
| 500 m     | 45,3 s      | 22. Januar 1936  | Budapest   |
| 1000 m    | 1:33,8 min  | 14. Januar 1940  | Budapest   |
| 1500 m    | 2:21,6 min  | 27. Januar 1939  | St. Moritz |
| 3000 m    | 5:05,4 min  | 5. Dezember 1937 | Budapest   |
| 5000 m    | 8:48,4 min  | 19. Februar 1938 | Budapest   |
| 10.000 m  | 17:48,6 min | 13. Februar 1938 | Budapest   |